# Mèo lớn

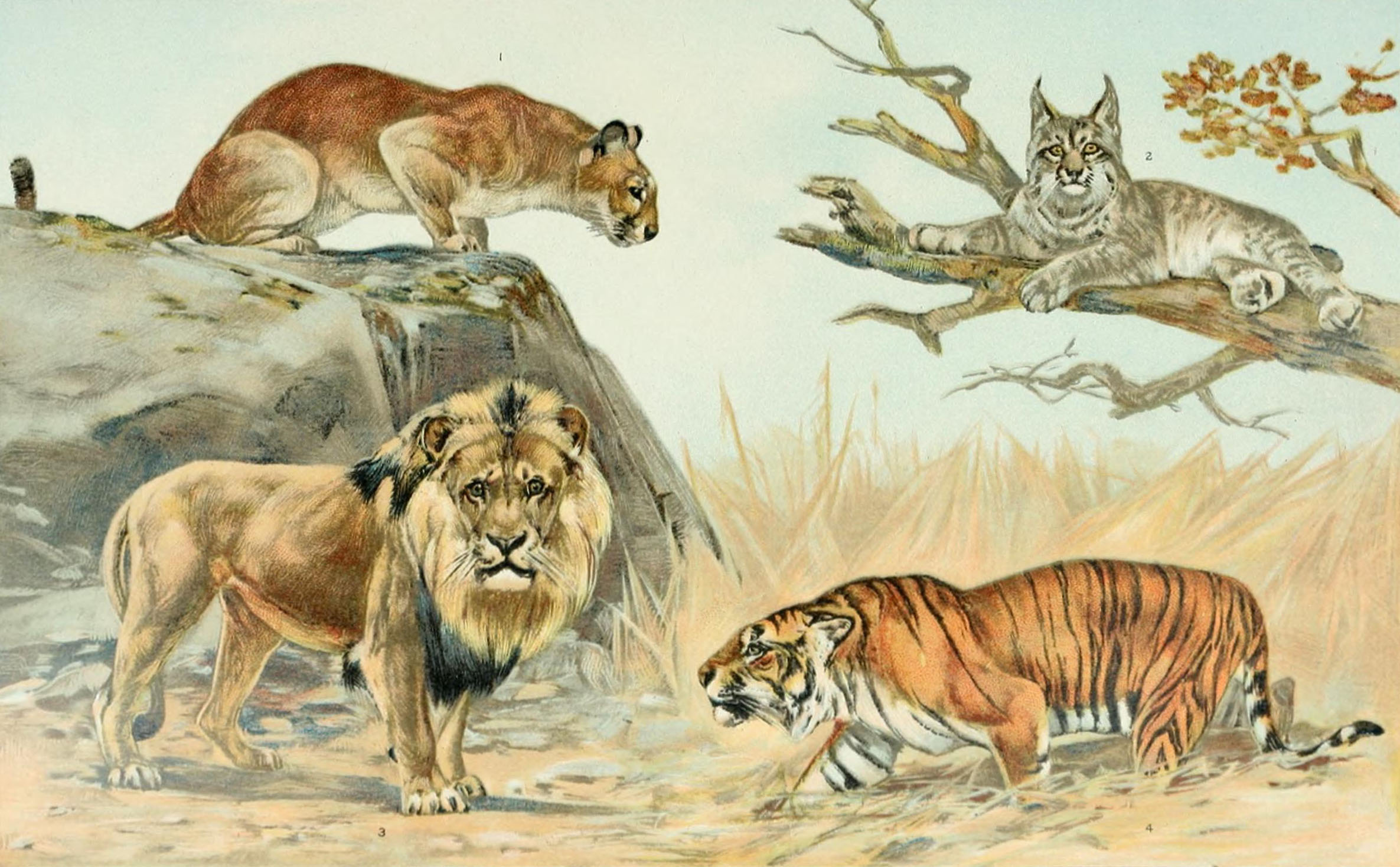
Hình minh họa về các loài mèo lớn trong Họ Mèo

Mèo lớn hay đại miêu (tên tiếng Anh thông dụng là big cats) là một thuật ngữ dùng để chỉ về năm loài trong Chi Báo thuộc Họ Mèo có khối lượng cơ thể lớn và đô con, đồng thời đều có khả năng cất tiếng gầm, chúng bao gồm hổ, sư tử, báo đốm, báo hoa mai và báo tuyết. Thuật ngữ "mèo lớn" không phải là một ngữ chuyên ngành phân loại sinh học mà là thuật ngữ được sử dụng chính thức để phân biệt các loài mèo này với các loài mèo khác nhỏ hơn. Cả bốn loài mèo lớn đều là những động vật ăn thịt đầu bảng trong hệ sinh thái của mình với khả năng săn mồi siêu hạng. Chúng cũng là những loài mãnh thú rất hung dữ, đầy sức mạnh và nguy hiểm; được xem là mối đe dọa và khủng bố cho con người, tiêu biểu là các loài hổ, sư tử và báo hoa mai. Chỉ tính riêng trong một thập kỷ qua, các loài mèo lớn đã giết hại khoảng 100 người ở khu vực Mumbai ở Ấn Độ.

## Các loài
Các loài mèo lớn được xếp hạng với các thành viên chính theo mức độ kích thước và khối lượng to lớn của cơ thể và biết gầm, gồm: Hổ, Sư tử, Báo đốm, Báo hoa mai. Trong bốn thành viên này thì hổ là lớn nhất, sau đó là sư tử và báo đốm, trong khi báo hoa mai và báo tuyết xếp ở vị trí thứ tư và thứ năm. Một định nghĩa mở rộng hơn của thuật ngữ "mèo lớn" cũng bao gồm các loài mèo có kích thước và thể vóc tương tự hơn gồm Báo sư tử, Báo săn và báo tuyết.
Các thành viên chính thức của mèo lớn đều có khả năng cất tiếng gầm vang và là những động vật săn mồi và là những loài mãnh thú hung dữ. Mặc dù có sự khác biệt rất lớn trong kích thước, các loài khác nhau họ mèo là khá giống nhau trong cả hai cấu trúc cơ thể và hành vi, với ngoại lệ đối với loài mèo lớn mở rộng là báo săn (cấu trúc cơ thể khác biệt, móng vuốt không thu vào được, không cất được tiếng gầm), đó là đáng kể khác nhau từ bất kỳ của những con mèo lớn hay nhỏ. Tất cả các loài mèo này đều là động vật ăn thịt và được xếp là động vật ăn thịt đầu bảng. Phạm vi phân bố của chúng gồm các nước ở châu Phi, châu Á và châu Mỹ. 
Khả năng cất tiếng gầm gừ và gầm rống là một đặc trưng điển hình của mèo lớn (chỉ có bốn loài mèo lớn nhất mới có thể gầm). Trong đó thanh quản của sư tử là dài nhất, cho chúng tiếng gầm lớn nhất và mạnh mẽ nhất với cường độ không khác gì trong một buổi biểu diễn nhạc rock. Báo tuyết không cất được tiếng gầm mà chỉ có thể phát ra tiếng gừ gừ. Báo săn không gầm được, chúng chỉ phát ra tiếng kêu líu ríu như chim chóc, khi giận giữ, chúng nhăn mặt và phát ra tiếng khè khè.

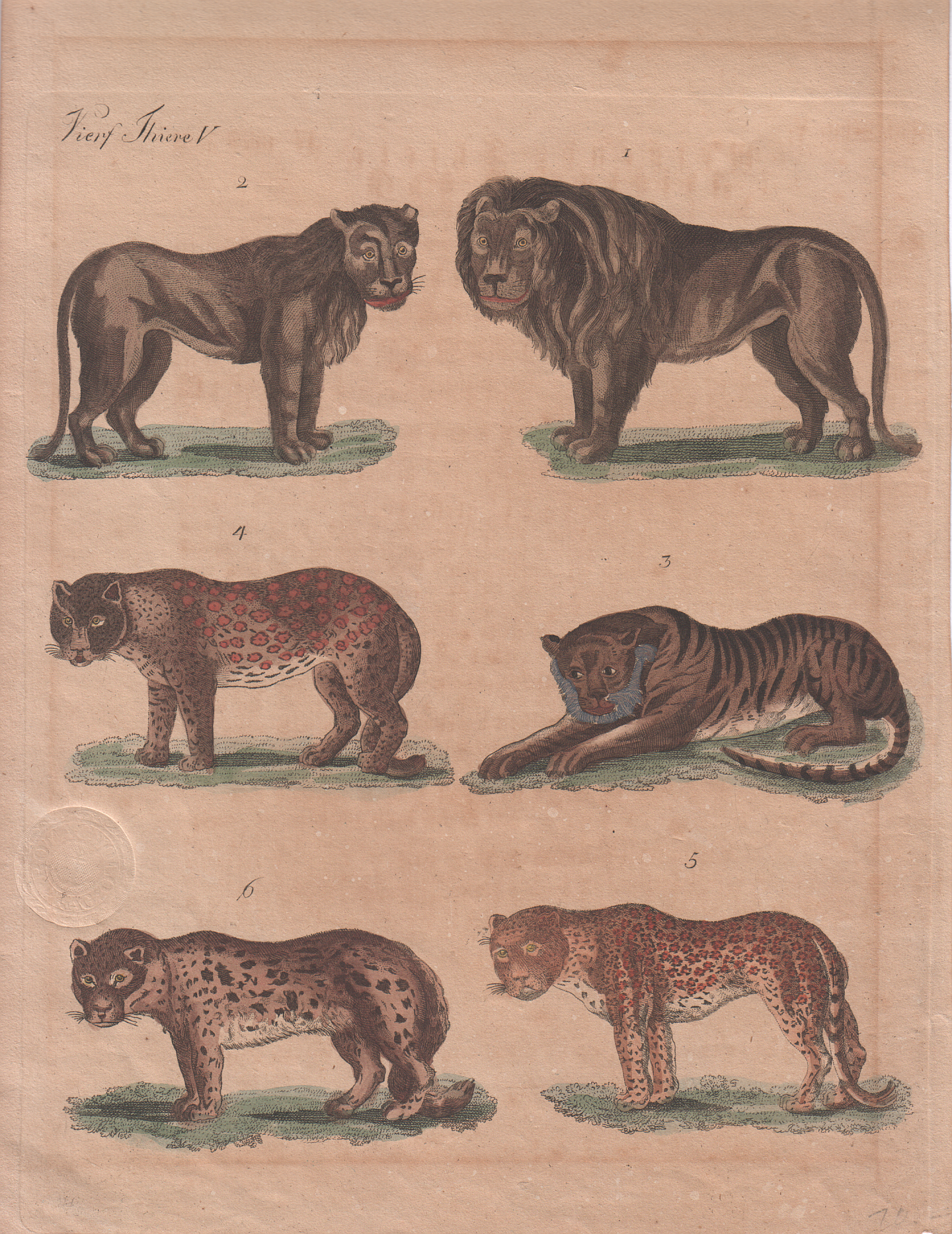
Hình minh họa về các loài mèo lớn:
a) Số 1 và số 2: Sư tử
b) Số 3: Hổ
c) Số 4: Báo đốm
d) Số 5: Báo hoa mai
e) Số 6: Báo tuyết

- Chi Báo (có thể gầm hoặc có kích thước lớn)
  - Panthera tigris (Hổ): Châu Á
  - Panthera leo (Sư tử): Châu Phi, rừng Gir ở Ấn Độ; trước đây từng phân bố ở Đông Nam Âu, Trung Đông, nhiều nơi ở Châu Á và Bắc Mỹ
  - Panthera onca (Báo đốm): châu Mỹ đặc biệt là ở Nam Mỹ; phân bố luôn ở Đông Nam Hoa Kỳ và México đến Đông Bắc Argentina)
  - Panthera pardus (Báo hoa mai): Châu Á và Châu Phi
  - Panthera uncia (Báo tuyết): những vùng núi thuộc Trung Á và Nam Á
- Chi Acinonyx
  - Acinonyx jubatus (Báo săn): Châu Phi và Iran; trước đây có tồn tại ở Ấn Độ
- Chi Puma
  - Puma concolor (Báo sư tử): Bắc Mỹ và Nam Mỹ
- Chi Báo gấm
  - Neofelis nebulosa (Báo gấm): Đông Nam Á và Nam Á
  - Neofelis diardi (Báo gấm Sunda): Borneo và Sumatra

Bảng quan hệ họ hàng:
|  | Báo tuyết |
|  |           |
|  | Hổ        |
|  |           |

|      | Báo đốm Mỹ                                            |
|      |                                                       |
| 2 Ma | \| \| Sư tử \| \| \| \| \| \| Báo hoa mai \| \| \| \| |
|      | \| \| Sư tử \| \| \| \| \| \| Báo hoa mai \| \| \| \| |
|      | Sư tử                                                 |
|      |                                                       |
|      | Báo hoa mai                                           |
|      |                                                       |

|  | Sư tử       |
|  |             |
|  | Báo hoa mai |
|  |             |

|  | Báo tuyết |
|  |           |
|  | Hổ        |
|  |           |

|      | Báo đốm Mỹ                                            |
|      |                                                       |
| 2 Ma | \| \| Sư tử \| \| \| \| \| \| Báo hoa mai \| \| \| \| |
|      | \| \| Sư tử \| \| \| \| \| \| Báo hoa mai \| \| \| \| |
|      | Sư tử                                                 |
|      |                                                       |
|      | Báo hoa mai                                           |
|      |                                                       |

|  | Sư tử       |
|  |             |
|  | Báo hoa mai |
|  |             |

Sau khi phân tích gen của loài hổ Siberi và so sánh nó với gen của loài hổ Bengal trắng, sư tử châu Phi, sư tử trắng châu Phi và báo tuyết cho thấy chuỗi các gen nổi bật của các loài thuộc Họ Mèo này có những đặc điểm giống nhau, chuỗi gen giống nhau này tạo cho chúng sức mạnh cơ bắp cũng như khả năng chuyển hóa thức ăn ở loài động vật có chế độ ăn trên 70% là thịt (được gọi là động vật chuyên ăn thịt hay hypercarnivorous) này, tuy nhiên, cũng có những biến thể quyết định sự khác nhau như màu lông hay trong trường hợp của báo tuyết, chỉ có khả năng thích nghi với môi trường sống trên cao và lạnh giá.

## So sánh
Bảng chi tiết so sánh (một cách tương đối) các chỉ số có thể thống kê hoặc nhận định được của các loài mèo lớn. Đối với một số số liệu thống kê thì sử dụng số liệu trung bình lớn nhất.

### Kích thước

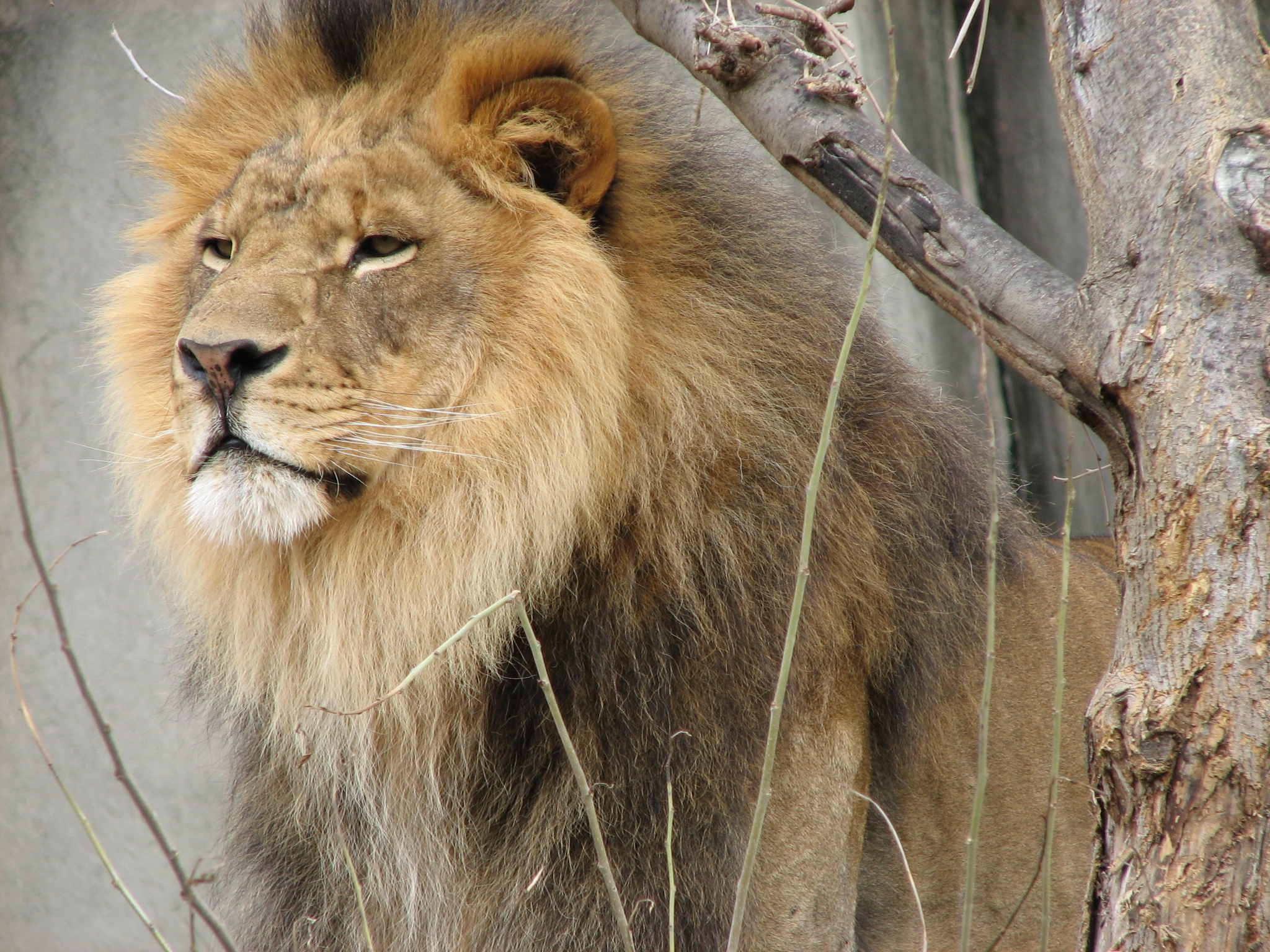
Sư tử là loài có chiều cao nhất trong Họ Mèo cùng với tiếng gầm vang nhất

- Khối lượng: 
  - Hổ: Là loài động vật có khối lượng nặng nhất trong Họ Mèo[5][6] với trọng lượng cơ thể trung bình lớn nhất lên đến 306 kg (670 lb) đối với một con đực. Với trọng lượng này thì hổ là loài thú lớn thứ ba trong bộ thú ăn thịt (chỉ sau gấu Bắc Cực và gấu nâu).

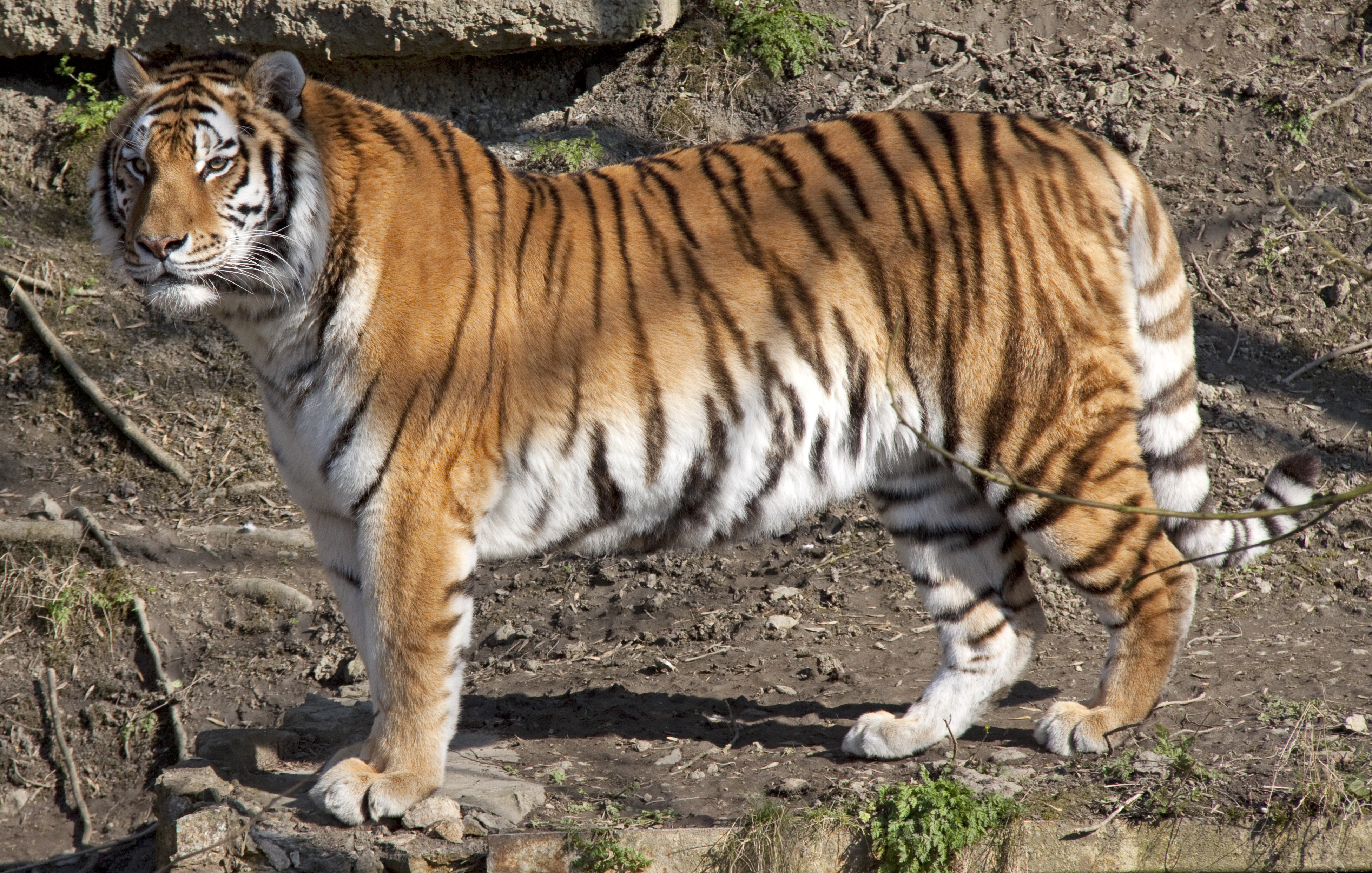
Hổ, đặc biệt là Hổ Mãn Châu là loài vật lớn nhất trong họ nhà mèo

- - Sư tử: Là loài nặng thứ hai trong Họ Mèo sau hổ với trọng lượng cơ thể trung bình lớn nhất của một con đực là 250 kg (550 lb).
  - Báo đốm: Một con báo đốm đực trưởng thành có thể đạt trọng lượng cơ thể lên đến 96 kg (211 lb).
  - Báo hoa mai: Con đực có thể đạt 91 kg (200 lb). Đây là loài có khối lượng nhỏ nhất trong bốn con mèo lớn.
  - Báo săn là loài nhẹ nhất và nhỏ nhất trong các loài mèo lớn (mở rộng) với trọng lượng con đực lớn nhất chỉ đạt khoảng 72 kg (160 lb). Khung xương nhẹ giúp con báo di chuyển nhanh và lanh lợi nhưng khung xương nhỏ có nghĩa là cơ thể nhỏ làm nó thường nhẹ hơn các loài săn mồi thậm chí ngay cả những con mồi.
- Chiều dài: 
  - Hổ: Là động vật có chiều dài nhất với chiều dài trung bình lớn nhất của cơ thể tổng cộng lên đến 3,5 m (11,5 ft) cộng với chiếc đuôi dài lên đến 1,1 m (3,6 ft) đuôi hổ giữ vai trò quan trọng trong các động tác vồ, nhảy qua trái hoặc phải, xoay trở trước hoặc sau.
  - Sư tử: Là loài có chiều dài kế tiếp với chiều dài lên đến 2,5 m (8 ft 2 in), riêng đối với sư tử thì cuối cái đuôi có một chùm lông che một phần xương dài khoảng 5 mm.
  - Báo đốm: Chiều dài từ mũi đến gốc đuôi lên đến 1,95 m (6,4 ft). Đuôi dài khoảng 75 cm (30 in), ngắn nhất trong các loài mèo lớn.
  - Báo hoa mai: Đầu và thân dài đến 1,65 m (65 in). Đuôi dài đến 1,1 m (43 in).
  - Báo săn: Với chiều dài lên đến 1,5 m (59 in) và cái đuôi dài đến 90 cm (35 in) đuôi báo săn rất khỏe và đóng vai trò như một cái bánh lái phục vụ cho việc chuyển hướng tốc độ khi săn đuổi con mồi.
- Chiều cao: 
  - Sư tử có chiều cao nhất với chiều cao cơ thể của con đực lên đến 1,23 m (4 ft), đặc biệt sư tử đực còn có chiếc bờm chiếc bờm phủ lên vóc dáng đô to và thói quen ngẩng cao đầu khi di chuyển tạo nên uy thế và sự bệ vệ và làm nó trông có vẻ lớn hơn. Nó là động vật cao nhất trong các loài mèo lớn còn tồn tại và cao hơn hổ khoảng khoảng 5 cm (2 in).
  - Kế đến là hổ thuộc nòi hổ Mãn Châu có chiều cao lên đến 1,22 m (4,0 ft).
  - Báo săn: Với chiều cao lên đến 94 cm (37 in), báo săn có ngoại hình mảnh khảnh, phù hợp với việc đua tốc độ nước rút. Với cấu trúc có chân dài và cơ thể mỏng hơn làm cho nó trông gọn hơn và cao hơn.
  - Báo hoa mai: Chiều cao lên đến vai đạt 80 cm (31 in).
  - Báo đốm: Con đực có chiều cao lên đến 76 cm (30 in) tính đến vai. Báo đốm là một động vật có ngoại hình nhỏ gọn cơ bắp chắc nịch và chân ngắn.

### Thể chất
- Sức mạnh: 
  - Hổ là động vật được xem là có sức mạnh nhất, nhiều lần thắng trước sư tử trong các cuộc đấu tay đôi. Ngoài ra, chúng có thể di chuyển một vật nào đó nặng gấp năm lần trọng lượng cơ thể. Một con hổ từng được ghi nhận đã kéo xác một con bò tót đi xa đến 12 m, nhưng khi 13 người cùng vào kéo con vật xấu số này đi thì lại không thể di chuyển được nó.
  - Kế tiếp là sư tử và hạng tiếp theo thuộc về báo đốm.
- Lực cắn: 
  - Báo đốm: Có cấu trúc quai hàm khỏe nhất trong họ nhà Mèo điều này giúp nó có lực cắn mạnh nhất trong họ nhà mèo với một cú táp hay ngoạm đạt đến 2.000 lbf (910 kgf) gấp 02 lần lực cắn của sư tử và chỉ đứng thứ hai trong tất cả các động vật có vú chỉ sau loài linh cẩu đốm. Quai hàm đặc biệt khỏe cho phép báo đốm phát triển phương pháp giết con mồi khác với các loài khác thuộc họ nhà mèo: cắn và đâm thủng sọ con mồi thậm chí là cắn thủng cả mai rùa.
  - Hổ là loài vật có lực cắn mạnh thứ hai[7]. Loài hổ cũng đã được chứng minh là có lực cắn trung bình mạnh hơn lực cắn của những con sư tử[8], theo phân tích thì các lực cắn được xác định và điều chỉnh dựa trên khối lượng cơ thể tương quan (BFQ) cho kết quả là con hổ có chỉ số là 127 trong khi đó cho sư tử chỉ là 112[9].
  - Sư tử có lực cắn mạnh tiếp theo do hàm khỏe.
  - Báo hoa mai có lực cắn mạnh mặc dù cơ thể nhỏ nhưng có cấu trúc hộp sọ lớn tạo điều kiện cho các cơ hàm mạnh mẽ cho nên nó có thể săn được các con mồi lớn.
  - Báo săn: Có lực cắn khá yếu ớt. Phần đầu nhỏ, gọn, mõm ngắn giúp nó đạt được tốc độ tối đa nhưng đổi lại là bộhàm yếu và răng nhỏ, răng và hàm không đủ khỏe để thực hiện được một đòn cắn hoặc mồm đủ to để ngoạm gọn vào những chỗ hiểm hoặc xé con mồi.
- Lực tát: 
  - Hổ là động vật được biết đến với lực tát mạnh nhất, một cú tát của hổ có lực đủ để làm vỡ sọ một con gia súc, gãy lưng một con gấu lười và có thể giết tươi một con sói lửa hoặc làm trẹo cổ của trâu, bò nhà. Khả năng chiến đấu của hổ cao nhờ nhiều vào hổ trảo. Về cấu tạo, gân chân hổ rất dai và bền để giữ mồi và làm nó vẫn đứng vững khi đã bị bắn chết, Nhiều thợ săn kể rằng, sau khi bị bắn chết, nhiều con hổ vẫn đứng sững chứ không ngã nhào xuống đất.[7][10]
  - Sư tử cũng là loài vật được biết đến bởi sức mạnh của cú tát mạnh thứ nhì trong họ nhà mèo.
  - Báo săn có lực chân tấn công tương đối yếu do cấu trúc mảnh khảnh và là động vật trong họ nhà mèo mà móng vuốt không thu vào trong và không rút lại hết để phù hợp việc việc chạy tốc độ. Đây là loài mèo có móng vuốt phụ với cái móng nhỏ dài 2,5 cm được đính vào kheo chân và đây là móng vuốt duy nhất không chạm mặt đất khi nó chạy nên cũng là móng vuốt sắc nhọn nhất, báo săn dùng nó để cắm vào hông con mồi những móng vuốt phụ cắm sâu vào con mồi nhưng những móng vuốt khác không giữa được con mồi.
- Sức bật: 
  - Hổ là động vật có sức bật xa và bật cao nhất trong họ nhà mèo nó có thể nhảy cao 5 mét và nhảy xa 9 đến 10 mét (33 ft) điều này khiến nó trở thành một trong những loài động vật có vú có sức bật tốt.
- Tốc độ: 
  - Báo săn là loài động vật có tốc độ chạy nhanh nhất trên thế giới, nó có thể chạy với tốc độc 70 mph (113 km) thậm chí có thể đạt tới tới 120 km/h nó có thể tăng tốc từ 0 đến 95 km chỉ trong vòng 03 giây và chỉ trong 2, 2 giây nó có thể tiếp cận con mồi, đồng thời chỉ cần 04 bước là đạt tốc độ tối đa trong điều kiện không có vật cản nhưng tốc độ này chỉ giữ được nhiều nhất là khoảng 25 giây và tối đa thì một đợt chạy nước rút này không quá 30 giây.
  - Báo hoa mai sở hữu thân hình khá dẻo dai và có thể chạy nhanh tới 90 km/h dù chỉ trong một thời gian ngắn. Dù chạy rất nhanh nhưng chúng thường kiên trì rình mồi hơn là đuổi mồi từ xa
  - Sư tử là loài động vật có tốc độ tốt (đặc biệt là những con cái chuyên làm nhiệm vụ săn mồi), phù hợp với việc rượt đuổi những con mồi trên thảo nguyên bao la, nó có thể đạt tốc độ lên đến 80 km/h[11] tuy nhiên, trái tim của một con sư tử chỉ chiếm 0.57 % trọng lượng cơ thể của mình, con đực thì chiếm 0,45%, trong khi trái tim của linh cẩu là gần 1 % trọng lượng cơ thể của nó) điều này làm sư tử chỉ có thể tăng tốc trong thời gian ngắn.
  - Báo đốm cũng chạy rất nhanh nhưng không bền. Loài báo này có tốc độ tối đa khoảng 70 km/h.
  - Hổ cũng là động vật có tốc độ ngay cả với khối lượng tuyệt đồ sộ, hổ có thể chạy đến 65 km/h mặc dù nó chỉ có thể duy trì trong thời gian rất ngắn.
- Tiếng gầm: 
  - Hổ là động vật có tiếng gầm vang nhất, tiếng gầm của nó có thể vang xa tới 9 km, do hộp sọ của hổ có lỗ mũi rộng hơn so với sư tử.
  - Sư tử là động vật có tiếng gầm lớn tiếp theo, vang xa đến 5 km.
  - Báo đốm và báo hoa mai hiếm khi gầm và tiếng gầm của chúng không to bằng sư tử và hổ.
  - Báo săn không gầm được, nó chỉ phát ra tiếng rên gừ gừ hoặc khè khè. Bù lại, báo săn là loài tinh tường, chúng có thể phát hiện con mồi ở khoảng cách lên đến 5 km
- Răng nanh: 
  - Hổ là loài vật có răng nanh dài nhất với cặp răng nanh dài lên đến 74.5 mm (2.93 in) thậm chí đạt đến 90 mm (3.5 in) điều này giúp hổ trở thành loài có răng nanh dài nhất trong số các loài mèo còn tồn tại ngày nay và nhờ đó chúng có thể gặm tới xương mọi động vật trên trái đất.[10]
  - Tiếp đến là sư tử.

### Kỹ năng
- Khả năng leo trèo: 
  - Báo hoa mai là động vật giỏi leo trèo do các cơ gắn liền với xương bả vai đặc biệt mạnh mẽ giúp tăng cường khả năng leo lên cây, báo hoa mai thường tha xác con mồi của mình lên cây cao để ăn, tránh việc các loài vật khác giành con môi.
  - Báo đốm Mỹ (với một cấu trúc chân tay ngắn và chắc nịch làm cho báo đốm giỏi leo trèo, bò, và bơi)
  - Hổ, sư tử có thể leo cây được nhưng khá vụng về do kích thước lớn khiến chúng không thích hợp cho việc leo trèo, riêng mỗi hổ con đôi khi có thể leo cao được 8–10m
  - Báo săn không leo trèo được
- Bơi lội: 
  - Hổ là động vật bơi lội giỏi nhất của họ nhà mèo, nó có thể giết chết con mồi ngay cả khi đang bơi. Hổ rất thích nước và thường sinh sống ở những nơi gần sông, suối.
  - Báo đốm Mỹ là động vật bơi giỏi, nó có thể xuống nước để bắt cá.

### Sức ăn
- Hổ là con vật ăn thịt khỏe nhấttrong họ mèo[12] và cũng là loài động vật rất phàm ăn,[13] chúng có nhu cầu tiêu thụ thức ăn hàng ngày rất lớn. Những ước tính cho thấy, trung bình hổ ăn từ 3 đến 6 kg thịt trong một ngày[14] và ước tính trung bình mỗi năm, một con hổ cần săn được 50 con hươu hoặc lợn rừng để cung cấp đủ nguồn thực phẩm cho sự tồn tại của chúng[15] Một con hổ cũng có thể ăn tới 20–30 kg một ngày và có thể nhịn ăn khoảng vài ngày, trong đó một con hổ có kích thước trung bình có thể ăn tới 27 kg thịt mỗi bữa.[10] Hổ Bengal có thể ăn tới khoảng 30 kg (66 lb) thịt một ngày[16]

Trong điều kiện nuôi nhốt, trung bình mỗi ngày hổ ăn hết khoảng 5–7 kg thịt các loại như thịt lợn, thịt gà, thịt bò (nhiều vườn thú cho hổ ăn 5 kg thịt một ngày, trong đó, có 4 kg thịt bò bắp, hoặc thăn và 1 kg sườn lợn, nếu hổ đến giai đoạn hổ trưởng thành thì có thể cho ăn các loại đầu, chân, cánh gà), mỗi ngày, một con hổ trưởng thành ăn 10 kg thịt bò.
- Sư tử là động vật ăn thịt bắt buộc, chúng cần 7 kilogram (15 lbs) thịt một ngày. Trong điều kiện nuôi nhốt, một con sư tử trưởng thành ăn ít hơn con hổ trưởng thành khoảng 3~4kg thịt trong ngày.[21]
- Báo hoa mai tính trung bình báo hoa mai cần 4 kg thịt/ngày, khi chúng bắt được một con mồi lớn sẽ nuôi chúng trong vài ngày[22], chúng cũng có thể ăn được bất cứ động vật nào có kích cỡ từ bọ hung trở lên[23]
- Đối với báo săn, nó đốt ít nhất 2500 calo mỗi ngày và những bữa ăn bằng con linh dương cung cấp gần 5000 calo sẽ giúp nó cung cấp năng lượng trong vòng 02 ngày. Khi không có thức ăn, con báo có thể cầm cự lâu như con người từ khoảng 5-6 ngày trước khi nó hoàn toàn kiệt sức. Thường là linh dương Thomson hay một con heo rừng là đủ cung cấp năng lượng cho một con báo săn no bữa. Đối với những con linh dương trưởng thành có thể cung cấp cho báo săn no bữa được khoảng từ 1-2 ngày. Sau khi đi săn xong, chúng sẽ đem xác con mồi về cất giấu ở một nơi nào đó ăn dần. Việc săn những con linh dương nhỏ sẽ cung cấp ít calo hơn và không thể duy trì lâu nhưng con linh dương trưởng thành với hơn 60 kg sẽ cung cấp nhiều hơn thức ăn cho báo.

## Phân biệt

### Giữa các loài mèo lớn

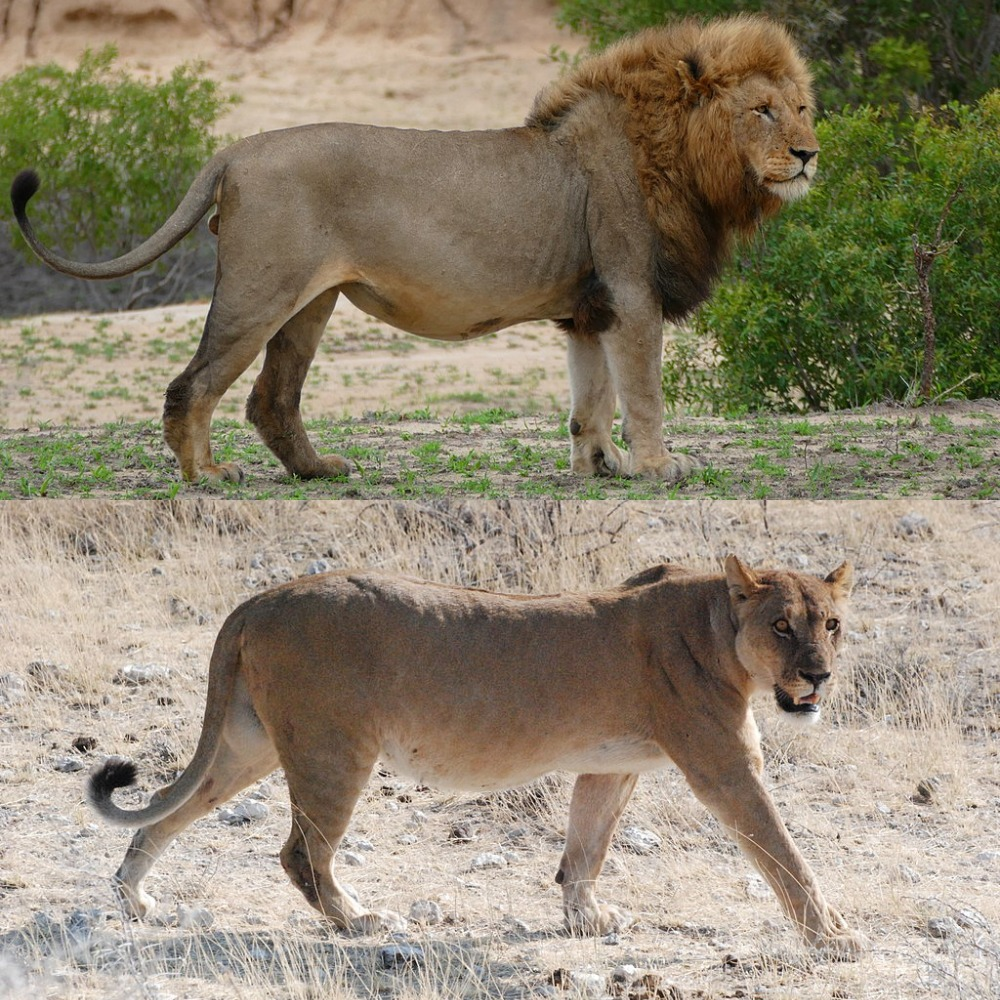
Sư tử đực (trên) và sư tử cái (dưới) có thể dễ dàng phân biệt qua cái bờm đặc trưng

Việc phân biệt các loài mèo lớn đôi khi cũng gặp khó khăn, nhất là những loài dị hình lưỡng tính không rõ rệt gồm 03/4 loài mèo lớn, báo săn, báo sư tử thì khá khó trong việc xác định con đực và con cái. Ngoài ra, việc phân biệt giữa báo hoa mai và báo đốm cũng không hề đơn giản vì hai loài này rất giống nhau đến gần như lầm lẫm. Hổ là loài có thể dễ dàng phân biệt với các loài mèo lớn khác với đặc trưng là bộ lông sọc vằn vện không lẫn vào đâu được, chỉ có hổ và mèo là thuộc nhóm họ mèo có sọc, chỉ khó là việc phân biệt được hổ đực với hổ cái.
Báo sư tử nhìn xa trông khá giống một con sư tử cái cỡ nhỏ hoặc sư tử đực còn non (vì vậy chúng còn được gọi là báo "sư tử" hay sư tử núi) do chúng là những loài mèo không có họa tiết trên bộ lông, cả hai loài đều có bộ lông không tạp màu và có màu nâu vàng, nhưng vẫn phân biệt được do cấu trúc của chúng mông dốc lên, phần thân sau to hơn thân trước (phù hợp cho những cú bật nhảy), trái ngược với sư tử thực thụ, cái đầu của báo sư tử có kích cỡ nhỏ so với tương quan cơ thể trái với sư tử, đuôi chúng không có chỏm lông, và điều hiển nhiên là báo sư tử có kích cỡ nhỏ hơn rất nhiều so với sư tử, kể cả sư tử cái, báo sư tử thì có vệt đen như tuyến lệ trên mặt. Báo sư tử có họ hàng gần với báo hoa mai hơn là sư tử.
Đối với sư tử đực thì rất dễ dàng nhận ra được bởi bờm của nó, dễ phân biệt với sư tử cái, cũng như phân biệt với bất kỳ loài động vật nào khác. Sư tử là thành viên duy nhất của gia đình mèo hiển thị hình thái lưỡng cực tình dục rõ ràng. Con đực mạnh hơn con cái, có đầu rộng hơn và bờm nổi bật, bao phủ phần lớn đầu, cổ, vai và ngực. Bờm thường có màu nâu hoặc màu vàng, rỉ sét và đen. Đặc điểm đặc biệt nhất ở sư tử là phân cuối đuôi có màu tối, riêng con đực có 1 túm lông ở cuối đuôi. Sư tử là loài thú họ mèo duy nhất có lông duôi, nhưng chức năng của chúng vẫn chưa được biết. Túm lông này chưa mọc lúc sư tử mới sinh, nhưng chúng bắt đầu phát triển khoảng 5 đến 2 tháng tuổi và dễ nhận biết ở tuổi bảy tháng. Sư tử là loài mèo duy nhất sống thành bầy đàn.

### Báo hoa và báo đốm
Sự đa dạng của các loài mèo lớn được gọi là báo cũng gây khó khăn khi phân biệt, nếu như báo săn hay báo tuyết cũng như nhiều loài báo khác có thể dễ dàng nhận ra ngay vì cấu trúc cơ thể đặc biệt không giống các loại báo khác thì sự khác nhau giữa báo đốm (Jaguar) và báo hoa mai (Leopard) lại khác nhau khá nhỏ. Nhiều người cảm thấy lúng túng khi phân biệt báo đốm và báo hoa mai là những sinh vật với nhiều đốm hoa thị trên thân mình, ngoài ra, báo hoa mai và báo đốm còn bị nhầm lẫn nhất vì ngoại hình khá giống nhau, nhiều phân loài báo đốm và báo hoa mai có kích thước khá giống nhau. Tuy vậy, báo hoa mai có thể dễ dàng phân biệt với báo đốm Mỹ nếu người ta biết nhìn vào những điểm cần thiết. 
- Nhạt màu hơn, một số ngả sang màu xám
- Hoa thị dày hơn, vòng hoa thị ít hơn (khoanh đốm nhỏ hơn)
- Không có đốm nhỏ trong vòng hoa thị, giống bông hoa mai
- Dỏng cao hơn
- Thân gọn gàng hơn
- Chân dài hơn
- Đuôi dài hơn, cuộn lên
- Đầu nhỏ hơn
- Quai hàm nhỏ hơn
- Tránh nước, giỏi leo trèo
- Thường sống ở đồng cỏ, rừng thưa
- Táo tợn vào khu dân cư, tấn công người và vật nuôi
- Giết mồi bằng cắn nghẹt cổ
- Tạp ăn hơn, ăn cả côn trùng, bọ hung, xác thối
- Khoái khẩu: Thịt chó, thường xuyên trộm chó
- Phân bố: Châu Phi và Châu Á

- Đậm màu hơn, một số có màu cam sậm
- Hoa thị thưa hơn, khoanh đốm lớn hơn, vòng hoa thị nhiều hơn
- Luôn có đốm nhỏ trong hoa thị (gọi là báo đốm)
- Thấp lùn hơn
- Chắc nịch, cơ bắp hơn
- Chân ngắn hơn
- Đuôi ngắn cũn
- Đầu to hơn
- Quai hàm lớn hơn
- Thích nước, giỏi bơi lội
- Thường sống trong rừng sâu
- Thường tránh con người, ít tấn công người
- Giết mồi bằng cách cắn lủng sọ
- Kén ăn hơn, ăn mồi một lần, không quay lại
- Khoái khẩu: Thịt cá sấu, hay bắt cá sấu
- Châu Mỹ (nay chỉ còn Trung và Nam Mỹ)

Mỗi loài báo này đều có loại hoa văn hay họa tiết riêng biệt trên mình, điểm khác biệt cụ thể và chính xác nhất khi phân biệt hai loài báo này chính là các hoa văn hay hoa thị (đốm) trên người chúng mặc dù nhìn qua thì có vẻ cũng không khác biệt nhiều. Phần lớn báo hoa mai không có đốm trong các hoa thị mà báo đốm Mỹ luôn luôn có đốm nhỏ trong hoa thị này (chỉ có Báo hoa mai Amur và báo hoa mai Hoa Bắc thỉnh thoảng là ngoại lệ), tức là báo đốm Mỹ thì có đốm to và chấm tròn nhỏ ở giữa, còn báo hoa mai không có các chấm đen bên trong hình hoa thị trong khi báo đốm có nhiều hơn một đến hai đốm nhỏ bên trong, mật độ đốm thưa hơn, hoa thị của báo hoa mai thường nhỏ hơn báo đốm nên mật độ đốm hoa thị ở báo hoa mai cũng nhiều hơn báo đốm, trông dày đặc hơn, vòng viền hoa thị của báo đốm lớn hơn báo hoa mai, đốm của báo hoa mai chụm lại giống hình cánh hoa mai.
Điểm khác biệt thứ hai là màu da của báo hoa mai sáng hơn so với báo đốm, các loài báo đốm thường có da màu nâu đậm, sẫm hơn, có pha chút màu cam, trong khi màu lông báo hoa mai thì nhạt màu hơn, một số phân loài báo hoa mai thường có bộ lông thiên về màu xám xanh hơn. Về cấu trúc cơ thể, có thể phân biệt được hai loài này, báo hoa mai có chiều dài hơn báo đốm, chúng có thân hình thon thả, gọn gàng và cao dỏng hơn so với báo đốm, chân dài hơn, đặc biệt là đuôi của báo hoa mai dài hơn, khi di chuyển chúng hay dựng lên là cuộn cao. Trong khi đó, báo đốm lùn hơn, chân ngắn hơn, đuôi chúng ngắn cũn cỡn và thường không ngỏng lên khi di chuyển (chiều ngang tự nhiên), cơ thể báo đốm chắc nịch, cơ bắp hơn, ngoại hình giống hổ hơn, chúng nặng gần gấp đôi báo hoa mai, chúng có đầu to hơn, mặt rộng hơn, hàm rộng hơn báo hoa mai, khi chúng ngoắc mồm ra thì lớn hơn.
Về tập tính, báo hoa mai sinh sống ở châu Á và châu Phi, trong khi báo đốm sinh sống ở châu Mỹ (hiện nay chỉ con ở Trung Mỹ và Nam Mỹ). Báo đốm Mỹ đã quen với cuộc sống trong các rừng mưa nhiệt đới, thích sống gần nước, bơi lội tốt giống hổ hơn, trong khi báo hoa mai thông thường là tránh ẩm ướt, chúng thích sống ở vùng đồng cỏ khô, bìa rừng, rừng thưa, và là sống trên cây nhiều hơn. Báo đốm Mỹ khi săn mồi, chúng sẽ giết con mồi bằng cách tấn công vào đầu, cắn thủng sọ vì có hàm khỏe, đây là phương pháp đặc trưng của loài báo đốm so với tất cả các loài mèo lớn khác, chúng không trở lại để ăn xác con mồi sau khi ăn. Báo hoa mai giết con mồi bằng cách cắn cổ, làm nghẹt con mồi, chúng thường lôi xác con mồi đem lên cây để ăn. Báo đốm Mỹ đặc biệt có khẩu vị ưa các loài bò sát máu lạnh, nhất là chúng thích bắt và ăn thịt cá sấu, trong khi báo hoa mai không kén ăn, chén hết các thứ từ kích cỡ từ bọ hung trở lên, không chê xác thối, và đặc biệt báo hoa mai là kẻ thèm thịt chó.